# Graphe de Brinkmann
Pour les articles homonymes, voir Brinkmann.
Le graphe de Brinkmann est, en théorie des graphes, un graphe 4-régulier possédant 21 sommets et 42 arêtes.

## Propriétés

### Propriétés générales
Le diamètre du graphe de Brinkmann, l'excentricité maximale de ses sommets, est 3, son rayon, l'excentricité minimale de ses sommets, est 3 et sa maille, la longueur de son plus court cycle, est 5. Il s'agit d'un graphe 3-sommet-connexe et d'un graphe 3-arête-connexe, c'est-à-dire qu'il est connexe et que pour le rendre déconnecté il faut le priver au minimum de 3 sommets ou de 3 arêtes.

### Coloration
Le nombre chromatique du graphe de Brinkmann est 4. C'est-à-dire qu'il est possible de le colorer avec 4 couleurs de telle façon que deux sommets reliés par une arête soient toujours de couleurs différentes mais ce nombre est minimal. Il n'existe pas de 3-coloration valide du graphe.
L'indice chromatique du graphe de Brinkmann est 5. Il existe donc une 5-coloration des arêtes du graphe telle que deux arêtes incidentes à un même sommet soient toujours de couleurs différentes. Ce nombre est minimal.
Il est possible de compter les colorations distinctes d'un graphe, en fonction du nombre de couleurs autorisé. Cela donne une fonction polynomiale et le polynôme qui lui est associé est qualifié de polynôme chromatique.  Ce polynôme a pour racines tous les entiers positifs ou nuls strictement inférieurs à 4 et est de degrés 21. Il est égal à : x21 - 42x20 + 861x19 - 11480x18 + 111881x17 - 848708x16 + 5207711x15 - 26500254x14 + 113675219x13 - 415278052x12 + 1299042255x11 - 3483798283x10 + 7987607279x9 - 15547364853x8 + 25384350310x7 - 34133692383x6 + 36783818141x5 - 30480167403x4 + 18168142566x3 - 6896700738x2 + 1242405972x.

### Propriétés algébriques
Le groupe d'automorphismes du graphe de Brinkmann est un groupe d'ordre 14 isomorphe au groupe diédral D7, le groupe des isométries du plan conservant un heptagone régulier. Ce groupe est constitué de 7 éléments correspondant aux rotations et de 7 autres correspondant aux réflexions. 
Le polynôme caractéristique   de la matrice d'adjacence du graphe de Brinkmann est : {\displaystyle (x-4)(x-2)(x+2)(x^{3}-x^{2}-2x+1)^{2}}{\displaystyle (x^{6}+3x^{5}-8x^{4}-21x^{3}+27x^{2}+38x-41)^{2}}.